# Peter Didrik Weinreich Fischer
Peter Didrik Weinreich Fischer (24. januar 1813 i København – 15. oktober 1884 sammesteds) var en dansk glarmester.
Han var søn af glarmester Peter Christian Weinreich Fischer (1772-1834) og Else Cathrine Bech (ca. 1773-1842). På industriudstillingen i København 1834 udstillede han sit af Kunstakademiet roste mesterstykke, Københavns våben malet og indbrændt på glas (nu i Den Gamle By), og det af ham her med glasmaleri gjorte forsøg fortsatte han, således med forgyldte glas i 1836 og på udstillingen i 1844, hvor hans bidrag var en madonna i glasmaleri. Det var derfor naturligt, at han blev taget i brug af kong Christian VIII, da denne 1843 ønskede, at der til vinduerne i Christian IV's Kapel i Roskilde Domkirke skulle udføres glasmalerier. Disse vinduer, der kostede 4 års arbejde (prisen var til gengæld 8700 kr.), kom i stand, men de blev ikke anvendt efter bestemmelsen, da planen for kapellets dekoration helt blev forandret. To af vinduerne er nu anbragt i Frederiksborg Slotskirke, mens de to andre gik til grunde ved Christiansborgs brand 1884. Fischer leverede lignende arbejder til en del herregårdskapeller og til Haderslev Kirke.
Efter faderens død ledede Fischer i moderens navn den 1796 grundlagte forretning, der under firmanavn L. Wriedt eksisterede indtil midten af 1900-tallet og fra 1813 havde til huse i Klosterstræde 21. Som hans medarbejder nævnes glarmester J.F. Wartschow (død 1881). Fischer var glarmesterlavets oldermand i to perioder, 1845-47 og 1851-53.
Fischer døde ugift i København 15. oktober 1884 og er begravet på Assistens Kirkegård.